# Демидов, Виктор Николаевич
Виктор Николаевич Демидов (род. 6 июня 1961, Елабуга, Елабужский район, Татарская АССР, РСФСР, СССР) — российский государственный деятель, юрист, судья, сотрудник органов МВД, полковник милиции в отставке. Доктор юридических наук (2017). Председатель Конституционного суда Республики Татарстан (2004—2014), начальник Управления министерства юстиции Российской Федерации по Республике Татарстан (2015—2020), главный федеральный инспектор по Республике Татарстан аппарата полномочного представителя президента Российской Федерации в Приволжском федеральном округе (с 2020 года).

## Биография

### Молодые годы, образование
Виктор Николаевич Демидов родился 6 июня 1961 года в Елабуге Татарской АССР. Из семьи Николая Ивановича, ветерана МВД, и его жены Елизаветы Ильиничны, кандидата историческх наук. Младший брат — Юрий (р. 1963), генерал-лейтенант полиции. Назван в честь дяди, брата отца. В 1983 году окончил юридический факультет Казанского государственного университета имени В. И. Ульянова-Ленина по специальности «правоведение».

### Педагогическая, научная работа
В 1983 году поступил на работу в Казанское отделение Московского филиала юридического заочного обучения при Академии МВД СССР (с 1993 года Казанский филиал Юридического института МВД России, с 1999 года — Казанский юридический институт МВД России), где занимал преподавательские и руководящие должности. В 1983—1997 годах последовательно являлся преподавателем, старшим преподавателем, начальником кафедры уголовного права, уголовного процесса и исполнительно-трудового права, в 1997—1999 годах был начальником кафедры криминологии и уголовно-исполнительного права, а в 1999—2004 годах занимал должность заместителя начальника института по научной работе. В 1995 году получил учёную степень кандидата юридических наук, защитив диссертацию по теме «Уголовное судопроизводство и материальные затраты». В 2004 году получил учёное звание профессора. В том же году вышел в отставку в звании полковника милиции.
Является автором более 200 научных трудов, в том числе монографий, учебников и учебных пособий. Специализируется на конституционном праве и конституционном правосудии, уголовном и уголовно-процессуальном праве, проблемах прогнозирования и криминологической характеристики преступности, вопросах материальных затрат в уголовном процессе. Является членом авторского коллектива по составлению комментариев к Уголовному и Уголовно-процессуальному кодексам Российской Федерации, выдержавших более десятка изданий. В 2017 году получил степень доктора юридических наук, защитив диссертацию по теме «Конституционное правосудие субъектов Российской Федерации в общегосударственной системе защиты прав и свобод человека и гражданина» под руководством Б. С. Эбзеева. Является членом Международной полицейской ассоциации (с 2002 года), Ассоциации юристов России (с 2010 года), Совета судей Российской Федерации (с 2012 года) и комиссии при нём по вопросам судебной практики и совершенствования законодательства (с 2013 года).

### На государственных должностях
24 ноября 2004 года избран судьёй Конституционного суда Республики Татарстан, и в тот же день назначен его председателем, после скоропостижной смерти первого председателя суда С. Х. Нафиева. 24 июня 2010 года вошёл в члены Совета безопасности Республики Татарстан. 30 ноября 2014 года освобождён от должности в связи с истечением срока полномочий, проработав полные 10 лет, после чего новым председателем суда был назначен Ф. Г. Хуснутдинов. Во время нахождения в должности оценивал данный судебный институт государственной власти Татарстана как эффективный орган в борьбе граждан за свои права, прежде всего в социальной сфере, наладив взаимодействие Конституционного суда с органами государственной власти.
19 марта 2015 года занял должность начальника Управления министерства юстиции Российской Федерации по Республике Татарстан, вместо ушедшей на другую работу Г. И. Сергеевой. 23 марта 2020 года назначен на пост главного федерального инспектора по Республике Татарстан аппарата полномочного представителя президента Российской Федерации в Приволжском федеральном округе, вместо помощника полпреда А. В. Симонова, временно заменившего вышедшего на пенсию Р. З. Тимерзянова, тогда как новым начальником управления минюста стал М. В. Скирда. 30 июня 2020 года стал представителем президента Российской Федерации в квалификационной коллегии судей Республики Татарстан. В должности инспектора участвует в согласовании кандидатов на присвоение званий и занятие судейских и государственных должностей в республике.

## Награды
Звания
- Почётное звание «Заслуженный юрист Российской Федерации» (2013 год) — за активную законотворческую деятельность, заслуги в укреплении законности, защите прав и интересов граждан и многолетнюю добросовестную работу[34].
- Почётное звание «Заслуженный юрист Республики Татарстан[тат.]» (2006 год)[1][2].

Ордена, медали

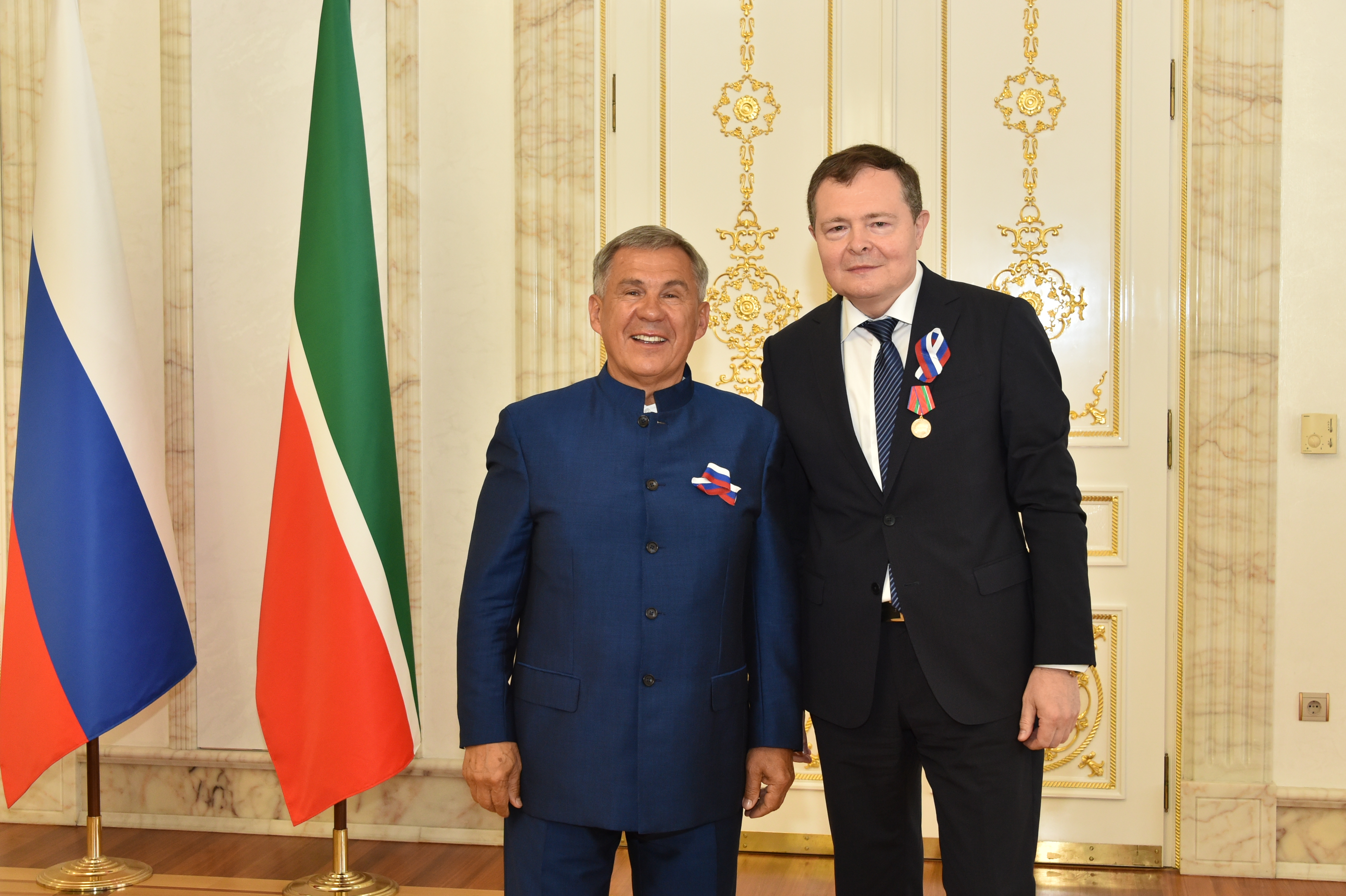
С президентом Татарстана Рустамом Миннихановым, 2021 год

- Орден Дружбы (2020 год) — за заслуги в укреплении законности, защите прав и интересов граждан, многолетнюю добросовестную работу[35].
- Медаль «В память 1000-летия Казани» (2006 год), «За доблесть в службе» (2004 год), «За отличие в службе» I степени (2004 год) и II степени (2003 год), «За безупречную службу» III степени (1993 год), «За отличие» II степени (МЮ РФ, 2018 год), «150 лет судебной реформы в России» (2014 год), «За службу в милиции» (2018 год)[2][10].
- Медаль «За доблестный труд» (2010 год)[36], «100 лет образования Татарской Автономной Советской Социалистической Республики» (2021 год)[37], благодарность президента Республики Татарстан (2014 год)[38], благодарственное письмо президента Республики Татарстан (2011 год)[2].

Прочее
- Почетная грамота Конституционного суда Российской Федерации (2011 год), Главного управления МВД России по Приволжскому федеральному округу (2004 год), министерства юстиции Российской Федерации (2016 год), благодарственное письмо полномочного представителя президента Российской Федерации в Конституционном суде Российской Федерации (2014 год), Конституционного суда Республики Татарстан (2015 год), благодарность Ассоциации юристов России (2017 год)[2][10].
- Знак МВД России «За верность долгу» (2002 год), нагрудный знак «Знак почета ветеранов МВД» (2016 год), нагрудный знак «Почётный сотрудник МВД Республики Татарстан» (2004 год), наградной знак Совета судей Российской Федерации «За служение правосудию» (2014 год), наградное оружие — кортик (2011 год)[2][10].

Премии
- Державинская премия (2019 год) — за монографию «Конституционное правосудие субъектов РФ в общегосударственной системе прав и свобод человека и гражданина»[39][40].
- Премия имени В. А. Туманова (2015 год) — за особые заслуги в области конституционного права и правоведения[41][42].

Классные чины
- Действительный государственный советник Российской Федерации 3-го класса (2020 год)[43].
- Государственный советник юстиции Российской Федерации 1-го класса (2018 год)[44].
- Судья 1-го квалификационного класса (2013 год)[1].

## Личная жизнь
Жена — Нина Георгиевна, врач-специалист в области лабораторной диагностики, скончалась в 2021 году. Дочь — Елизавета, начальник кафедры уголовного процесса Казанского юридического института МВД России, полковник полиции, доктор юридических наук, доцент. Увлекается литературой, преимущественно об истории России.